# Puente de La Concordia (Matanzas)
El Puente de La Concordia es un puente localizado en la ciudad de Matanzas en la parte norte de la isla caribeña de Cuba. Su construcción data de 1878 en la época de la colonización española. Cruza el río Yumurí, y fue inaugurado por el capitán general de la isla con el diseño de Pedro Celestino del Pandal. Fue creado para conectar los barrios de Versalles y Matanzas.
Su nombre oficial es Puente General Lacret, en honor a José Lacret Morlot.